# Once Sent from the Golden Hall
Albums de Amon Amarth
Sorrow Throughout the Nine Worlds
(1996) The Avenger
(1999)
Once Sent from the Golden Hall est le premier album studio du groupe de death metal mélodique Amon Amarth, publié par Metal Blade Records.

## Liste des titres
1. Ride for Vengeance – 4:30
2. The Dragon's Flight Across the Waves – 4:35
3. Without Fear – 4:42
4. Victorious March – 7:58
5. Friends of the Suncross – 4:43
6. Abandoned – 6:02
7. Amon Amarth – 8:08
8. Once Sent from the Golden Hall – 4:11
9. Siegreicher Marsch (Victorious March) - 7:59 [Bonus Track on Limited Edition]

Edition Limitée Bonus CD
(Live Bloodshed Over Bochum 28.12.2008)
1. Ride for Vengeance
2. The Dragon's Flight Across the Waves
3. Without Fear
4. Victorious March
5. Friends of the Suncross
6. Abandoned
7. Amon Amarth
8. Once Sent from the Golden Hall

### Formation sur l'album
- Anders Hansson − Guitare
- Johan Hegg – Chant
- Martin Lopez – Batterie
- Olavi Mikkonen – Guitare
- Ted Lundström – Basse